# Осада Санта-Мауры (1684)
Оса́да Са́нта-Ма́уры — успешная осада крепости Санта-Маура на острове Лефкада, тогда принадлежавшем Османской империи, войсками Венецианской республики, которая длилась с 21 июля по 6 августа 1684 года и ознаменовала начало Седьмой турецко-венецианской войны в рамках более масштабной Великой Турецкой войны.

## Исторический контекст
В 1204 году в результате Четвёртого крестового похода Византийская империя временно распалась, а её земли были разделены между крестоносцами. Венецианская республика получила права на остров Лефкас, расположенный недалеко от материкового побережья Эпира, но в конечном итоге остров стал частью Эпирского царства, а затем — пфальцграфства Кефалония и Закинф, которое, в свою очередь, входило в состав Сицилийского королевства. Начиная с конца XIII века остров и его главное укреплённое поселение были известны под названием «Санта-Маура». Сразу после Второй турецко-венецианской войны в 1479 году остров попал под власть Османской империи, когда османский адмирал Гедик Ахмед-паша решил захватить последние владения династии Токко, которая ранее вместе с пфальцграфством управляла большей частью Эпира. Османы называли остров «Лефкада», в то время как замок сохранил своё первоначальное название. В 1502 году во время Третьей турецко-венецианской войны венецианцы оккупировали остров, но с окончанием войны в следующем году они вернули его османам согласно мирному соглашению. В 1571 году в ходе Пятой турецко-венецианской войны Санта-Маура была осаждена силами Священной лиги. Хоть и осада провалилась, она побудила османского капудан-пашу Улуча Али полностью перестроить и расширить замок в течение последующих годов. Уже к 1574 году замок превратился в город-крепость, имеющим форму неправильного шестиугольника, шириной от 220 до 150 м в самой широкой части, а также с 9 большими круглыми пушечными бастионами. Сам оригинальный средневековый замок был сохранён как цитадель в северо-восточном углу крепости.

## Турецко-венецианская война 1684—1699 гг.

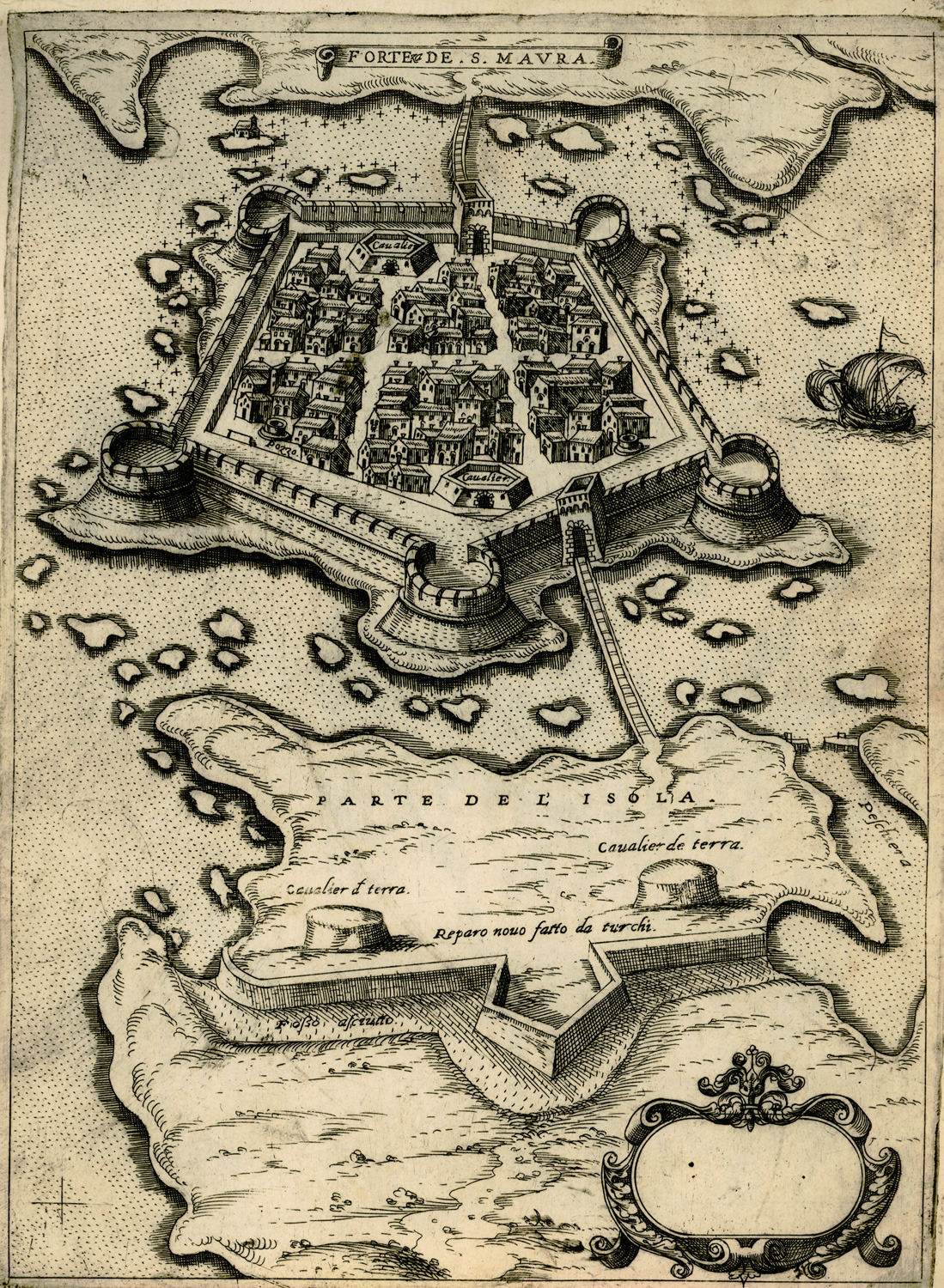
Вид на крепость с материковой стороны. Рисунок венецианского картографа Джованни Камочио (1574)

В 1684 году началась очередная турецко-венецианская война, позже ставшая известной как Морейская война. Первоначально инициативу удерживали венецианцы, поскольку османы были заняты борьбой с силами Габсбургов в Центральной Европе, а их флот находился в плохом состоянии, но у венецианцев также не было чёткой стратегии. Главнокомандующим венецианским флотом был назначен капитан-генерал моря Франческо Морозини вместе с его военным советом. Лефкада стала первой целью венецианцев случайно: Джироламо Корнер, генеральный проведитор заморских владений (вен. Provveditore Generale da Mar) и главный политический соперник Морозини, попытался упредить прибытие последнего и его экспедиционного флота на Корфу собственным впечатляющим подвигом. Воодушевлённый поддержкой местного греческого населения, он намеревался захватить крепость Санта-Маура, полагая, что она слабо защищена. С небольшим отрядом он отплыл из Корфу на остров, но, обнаружив, что крепость сильно укреплена, повернул назад, даже не попытавшись высадиться. В результате этого Корнер был отстранён от должности на первый год войны, в течение которого он служил губернатором Ионических островов, тогда находившихся под венецианским владычеством. 
Несмотря на неудачу Корнера, Морозини и его военный совет решили повторить попытку, учитывая, что сезон уже был слишком поздним для чего-либо более амбициозного, и что таким образом они, по крайней мере, предотвратили бы возможность использования Лефкады в качестве базы берберийскими корсарами, союзными османам. 18 июля флот, состоящий из 38 галер, 6 галеасов и 22 парусных кораблей, покинул Корфу, прибыв на Лефкаду два дня спустя и высадив войска на материке напротив крепости. Расположенная на длинной и узкой косе, выступающей в сторону близлежащего материка, и защищённая с юга болотами, крепость была отделена от материка и самого острова широким рвом, и доступна только по деревянным мостам, ведущим к западным и восточным воротам. Также имелся акведук длиной 3 км, построенный в 1564 году для подачи воды из внутренней части острова в город, выросший внутри и вокруг крепости. В связи с таким расположением крепости её штурм должен был осуществляться одновременно с материка на востоке и острова на западе. Соответственно, Морозини разделил свои силы: на материке он разместил полки Марона, Мирабальдо и Бьянки вместе с мальтийскими и папскими союзниками, а также албанскими вспомогательными войсками, а на острове — полки Габриэлу, Катти и Тассона вместе с тосканскими войсками и хорватскими вспомогательными войсками. Вскоре к ним прибыло подкрепление в виде 2000 греков с Ионических островов под командованием полковника Джованни-Баттиста Метакса и 150 греческих пиратов во главе с Статисом Манетасом.

## Ход осады
21 апреля командующему гарнизоном крепости Бекир-аги были представлены условия капитуляции, но тот отклонил их. После этого Морозини приказал кораблям бомбардировать крепость, но встречные ветры затруднили это. Одна галера едва не затонула, а несколько других были повреждены. С суши было высажено лишь небольшое количество орудий и осадных машин, что также столкнулось с трудностями из-за болотистой местности. Однако небольшой размер крепости и тот факт, что поселение внутри стен было в основном построено из дерева, сделали эффект от бомбардировки разрушительным. Ситуацию также усугубляли пираты Манетаса, которые ночью бросали горящие головни через стены. 27 апреля бастион крепости был сильно повреждён, а через 4 дня и вовсе рухнул. К этому времени у гарнизона также заканчивались боеприпасы.
Тем временем Морозини был обеспокоен известием о возможном помощи от османского гарнизона в Превезе. Поэтому 2 августа он приказал флоту провести демонстрацию и обстрелять замок Бука, в то время как 500 человек во главе с Манетасом были отправлены на рейд по его окрестностям. 6 августа венецианцы начали свою главную атаку на пролом в стене, но были отбиты с потерями в 40 убитых и множество раненых. Тем не менее в тот же вечер гарнизон согласился сдаться в обмен на гарантии безопасного прохода для себя и своих семей.
Завоевание Санта-Мауры обошлось венецианцам в 1985 человек, при этом только 255 (в т. ч. 127 убитых и 128 раненых) из них были потеряны в ходе боевых действий, в то время как остальные пострадали от различных болезней, и их пришлось отправить обратно на Корфу для лечения.

## Дальнейшая судьба крепости
7 августа гарнизон и часть жителей, численностью около 700 и 3000 человек соответственно, покинули крепость, оставив 126 артиллерийских орудий. Морозини освободил около 137 христианских рабов в крепости, но обязал их взамен отслужить год в венецианском флоте или армии. Кроме того, 42 чёрных раба были либо отправлены на галеры, либо распределены между офицерами.
Затем венецианцы приступили к ремонту укреплений и стиранию линий осады. Гарнизон из тысячи человек из саксонских и корсиканских полков был расквартирован в крепости, а Лоренцо Веньер и Филиппо Парута были назначены губернаторами острова. Поселение внутри стены, вместе с двумя пригородами непосредственно за стенами, было эвакуировано, а затем разрушено и превращено в гласис для крепости. Столица острова переместилась в оставшийся пригород, на место современного города Лефкас в Греции. Морозини и его военный совет уклонялись от дальнейших действий, ограничиваясь лишь набегами в Акарнанию и залив Патраикос, но в конце концов было принято решение захватить Превезу, чтобы обезопасить Санта-Мауру. После непродолжительной осады османский гарнизон города сдался на тех же условиях, что и Санта-Маура.
В течение следующих лет венецианцы занимались модернизацией крепости, убрав остатки средневекового замка, укрепив валы и добавив внешние укрепления. В 1716 году во время Восьмой турецко-венецианской войны венецианцы покинули Лефкаду, чтобы сосредоточить свои ресурсы на обороне Корфу. В это время крепость была заброшена и частично разрушена, но после снятия осады Корфу венецианцы вновь заняли остров и восстановили укрепления. В дальнейшем остров разделил свою судьбу с другими Ионическими островами, а крепость использовалась в качестве военного сооружения вплоть до 1922 года.